# Ballon d'or 1973
Navigation
Édition précédente Édition suivante
Le Ballon d'or 1973 récompensant le meilleur footballeur européen évoluant en Europe a été attribué le 25 décembre 1973 au néerlandais Johan Cruyff.
Il s'agit de la 18e édition de ce trophée mis en place par le magazine français France Football qui publia le vote dans le numéro 1447.
Vingt-quatre journalistes (un par nation) ont pris part au vote (Allemagne de l'Ouest, Allemagne de l'Est, Angleterre, Autriche, Belgique, Bulgarie, Danemark, Espagne, France, Finlande, Grèce, Hongrie, Irlande, Italie, Luxembourg, Pays-Bas, Pologne, Portugal, Roumanie, Suède, Suisse, Tchécoslovaquie, Turquie et Yougoslavie), avec un vote par nation. Le jury de l'Union soviétique fut également convié mais n'envoya pas son vote à la revue française.
Le titre est remporté par le néerlandais Johan Cruijff (qui le remporte pour la seconde fois après 1971), succédant à l'Allemand Franz Beckenbauer.
Il est le premier joueur à remporter deux fois le trophée depuis l'espagnol Alfredo Di Stéfano (en 1957 et 1959).

## Classement complet
| Rang | Nom                  | Club                                   | Nationalité          | Points |
| 1    | Johan Cruijff        | Ajax / FC Barcelone                    | Pays-Bas             | 96     |
| 2    | Dino Zoff            | Juventus                               | Italie               | 47     |
| 3    | Gerd Müller          | Bayern Munich                          | Allemagne de l'Ouest | 44     |
| 4    | Franz Beckenbauer    | Bayern Munich                          | Allemagne de l'Ouest | 30     |
| 5    | Billy Bremner        | Leeds                                  | Écosse               | 22     |
| 6    | Kazimierz Deyna      | Legia Varsovie                         | Pologne              | 16     |
| 7    | Eusébio              | Benfica                                | Portugal             | 14     |
| 8    | Gianni Rivera        | AC Milan                               | Italie               | 12     |
| 9    | Ralf Edström         | Åtvidabergs / PSV Eindhoven            | Suède                | 11     |
| 9    | Günter Netzer        | Borussia Mönchengladbach / Real Madrid | Allemagne de l'Ouest | 11     |
| 11   | Uli Hoeneß           | Bayern Munich                          | Allemagne de l'Ouest | 8      |
| 12   | Giacinto Facchetti   | Inter Milan                            | Italie               | 7      |
| 12   | Hristo Bonev         | Lokomotiv Plovdiv                      | Bulgarie             | 7      |
| 14   | Sandro Mazzola       | Inter Milan                            | Italie               | 5      |
| 14   | Jan Tomaszewski      | ŁKS Łódź                               | Pologne              | 5      |
| 14   | Juan Manuel Asensi   | FC Barcelone                           | Espagne              | 5      |
| 17   | Włodzimierz Lubański | Górnik Zabrze                          | Pologne              | 4      |
| 18   | Wolfgang Overath     | FC Cologne                             | Allemagne de l'Ouest | 3      |
| 19   | Roland Sandberg      | Åtvidabergs / Kaiserslautern           | Suède                | 2      |
| 19   | Hans-Jürgen Kreische | Dynamo Dresde                          | Allemagne de l'Est   | 2      |
| 19   | Bobby Moore          | West Ham United                        | Angleterre           | 2      |
| 19   | Barry Hulshoff       | Ajax                                   | Pays-Bas             | 2      |
| 23   | Pat Jennings         | Tottenham                              | Irlande du Nord      | 1      |
| 23   | Denis Law            | Manchester United                      | Écosse               | 1      |
| 23   | Ivo Viktor           | Dukla Prague                           | Tchécoslovaquie      | 1      |
| 23   | Dragan Džajić        | Étoile rouge de Belgrade               | Yougoslavie          | 1      |
| 23   | Vladislav Bogićević  | Étoile rouge de Belgrade               | Yougoslavie          | 1      |